# Allen Drury
Allen Stuart Drury, född 2 september 1918 i Houston, Texas, död 2 september 1998 i San Francisco, Kalifornien, var en amerikansk författare. Han skrev bland annat romanen Advise and Consent 1959 för vilken han tilldelades Pulitzerpriset för skönlitteratur 1960.
Drury föddes i Houston, Texas och avled i San Francisco, Kalifornien på sin åttionde födelsedag. 1943, då han var en 25-årig krigsveteran, fick han anställning vid United Press International med uppgift att bevaka USA:s senat. För att kunna fullgöra sina uppgifter som reporter började han föra journal över sin syn på senaten och individuella senatorer. Fastän den skrevs i mitten av 1940-talet, gavs inte Drurys dagbok ut förrän 1963 under titeln A Senate Journal. 1959 gavs Drurys roman Advise and Consent om Senatens övervägande vid nomineringen av en kontroversiell person som utrikesminister ut. När Drurys dagbok senare publicerades, kunde läsare söka efter ledtrådar om identiteten av de fiktiva senatorer Drury beskrev i sin roman (vilken filmatiserades 1962).

## Senare verk
Efter Advise and Consent skrev Drury flera uppföljare. A Shade of Difference utspelar sig ett år efter Advise and Consent. Därefter ägnar sig Drury åt nästa presidentval i romanerna Capable of Honor och Preserve and Protect. Varefter han skrev två alternativa uppföljare till dessa (skillnaden ligger i vilken politiker som överlevde en lönnmördares attack vid ett gemensamt framträdande), Come Nineveh, Come Tyre och The Promise of Joy.
1970 gav Drury ut The Throne of Saturn, en science fiction-roman om det första försöket att sända en bemannad farkost till Mars. Han dedicerade verket "Till USA:s astronauter och de som hjälper dem att flyga." 
Efter att ha avslutat sin politiska serie 1975, skrev Drury 1977 romanen Anna Hastings, som handlar mer om journalistik än politik. Han återvände 1979 med den politiska romanen Mark Coffin U.S.S. Den följdes av en roman i två delar The Hill of Summer och The Roads of Earth, som är uppföljare till Mark Coffin U.S.S. Han skrev även romaner som inte ingick i någon serie, Decision och Pentagon.

## Priser och utmärkelser
- Pulitzerpriset för skönlitteratur 1960 för Advise and Consent